# 지방도 제622호선
지방도 제622호선은 충청남도 당진시 우강면 양조장사거리에서 송악읍까지 이어지는 충청남도의 지방도이다. 원래는 예산군 덕산면까지 이어진 도로였으나 2009년 5월 당진상주고속도로의 개통을 앞두고 고덕IC의 진출입로와 접해있는 구간을 포함한 예산군 덕산면 ~ 당진군 합덕읍 구간을 2008년 12월 22일 국도 제40호선으로 승격되면서 노선이 당진군 합덕읍까지로 단축되었고, 총 연장이 축소되었다.

## 연혁
- 2002년 7월 10일 : 홍성군 갈산면 상촌리 ~ 서부면 이호리 4.0km 구간 폐지[1]
- 2003년 2월 20일 : 지방도 노선 폐지 및 재지정으로 총연장이 73.3km에서 34.2km로 변경[2]
- 2008년 12월 22일 : 예산군 덕산면 읍내리 ~ 당진군 합덕읍 운산리 15.5km 구간이 국도 제40호선으로 승격되어[3] 기점을 예산군 덕산면 읍내리에서 당진군 합덕읍 창리로 16.8km 단축. 이에 따라 '덕산 ~ 송악선'에서 '합덕 ~ 송악선'이 됨.[4]
- 2012년 7월 1일 : 지방도 노선 조정[5]

## 주요 경유지
- 당진시
  - 우강면 양조장사거리 - 창리 교차로 - 동촌삼거리 - 성원리 - 공포리 - 원치리 - 부장리 - 남원포삼거리 - 남원포교
  - 신평면 남원포교 - 신흥1 교차로 - 신흥리 - 신흥육교 - 신평농협오거리 - 신평면사무소 - 금천리 - 초대교 - 초대리
  - 송악읍 전대초등학교 - 금곡리 - 중흥리 - 중흥사거리

## 도로명
- 당진시 우강면 양조장사거리 ~ 동촌삼거리 : 평야2로
- 당진시 우강면 동촌삼거리 ~ 송악읍 중흥사거리 : 신평로